# سیالون

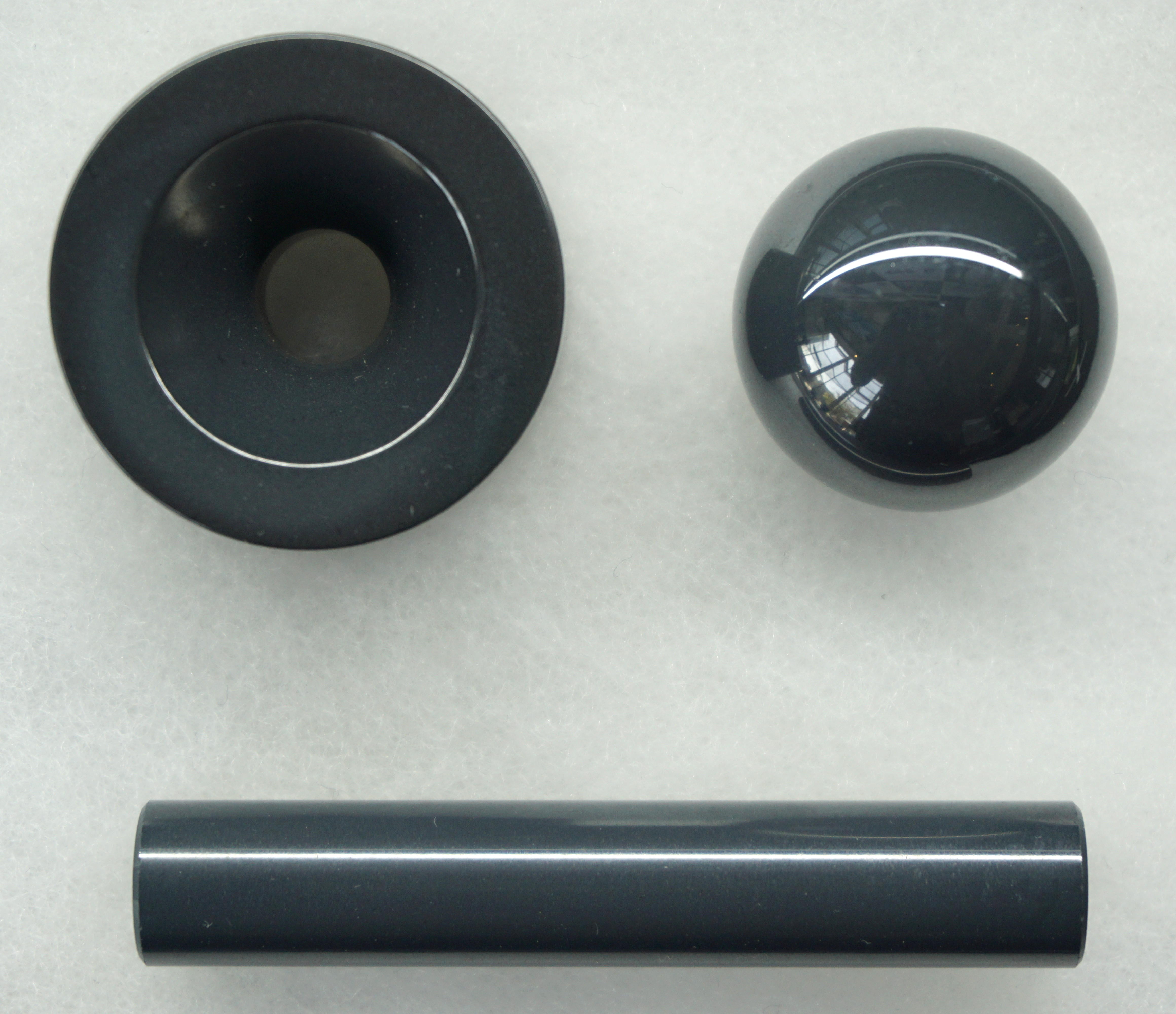
قطعات ساخته شده از α-SiAlON.

سرامیک سیالون (به انگلیسی: SiAlON) یک کلاس تخصصی از مواد نسوز با تحمل درجه حرارت بالا است، که استحکام زیادی در دمای محیط و دماهای بالا داشته، و مقاومت خوبی در برابر شوک حرارتی دارد. همچنین نسبت به سایر مواد نسوز مانند آلومینا، در برابر خیس شدن یا خوردگی توسط فلزات غیر آهنی مذاب مقاومت فوق‌العاده ای دارد. این مواد همچنین در برابر خوردگی مقاومت فوق العاده ای دارند و از همین رو در صنایع شیمیایی نیز مورد استفاده قرار می‌گیرند. سایر خواص SiAlONها شامل مقاومت در برابر سایش، انبساط حرارتی کم و مقاومت در برابر اکسیداسیون خوب تا بالاتر از ۱۰۰۰ درجه سلسیوس می‌باشد. این ماده اولین بار در حدود سال ۱۹۷۱ شناسایی شد.

## کاربردها

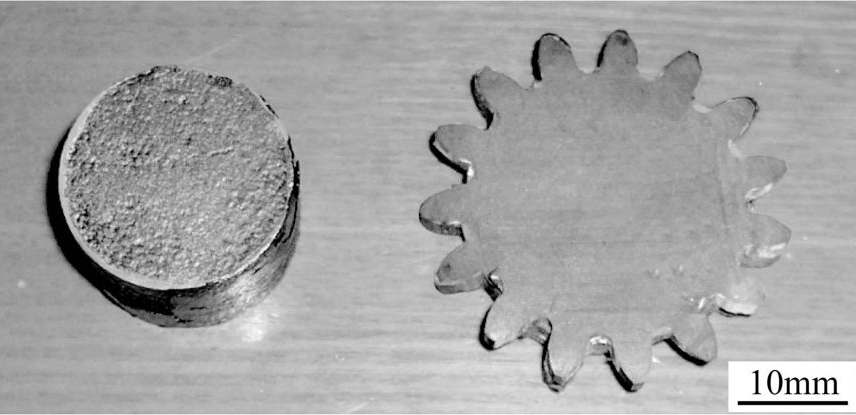
چرخدنده ای به ارتفاع ۳٫۸ میلیمتر از جنس SiAlON که از آهنگری بیلت سمت راست در دمای ۱۲۰۰ درجه سلسیوس ساخته شده‌است.

سرامیک SiAlON کاربردهای گسترده‌ای در کار با فلزات مذاب غیر آهنی، به ویژه آلومینیوم و آلیاژهای آن پیدا کرده‌است. از جمله لوله‌های خوراک آلومینیوم مذاب در دستگاه‌های دایکست، لوله‌های مشعل‌ها و لوله‌های هیترهای غوطه وری، لوله‌های تزریق گاز به فلزات غیر آهنی مذاب جهت گاززدایی، لوله‌های محافظت از ترموکوپل، بوته‌ها و پاتیل‌های ریخته‌گری دارد.
در فرایندهای شکل دهی فلزات، SiAlON به عنوان یک ابزار برش برای ماشینکاری چدن سرد و همچنین به عنوان پین‌های مورد استفاده در لحیم کاری و جوشکاری بخصوص در جوشکاری مقاومتی استفاده می‌شود.
سیالون‌ها در صنایع شیمیایی و فرآیندی و صنایع نفت و گاز به دلیل پایداری عالی شیمیایی و مقاومت در برابر خوردگی و مقاومت در برابر سایش کاربرد مناسبی دارد.